# Nitnem
Nitnem désigne dans le sikhisme les temps de prières que doit faire tout croyant, seul ou avec la communauté au gurdwara, le temple sikh. Nit signifie: journalier, nem: pratique, loi. Il est dans la tradition, tradition édictée par l'instance religieuse qu'est Comité Shromani Gurdwara Parbandhak de prier à trois moments de la journée: le matin, le soir, et juste avant le coucher. Ces trois moments de prière ont été dictés par cette instance religieuse reconnue et font partie du code religieux du sikh dénommé Rahit Maryada. Des banis, des prières données par les dix Gurus du sikhisme, ou, par des poètes liés à cette religion doivent être récités quotidiennement. L'Ardas est énoncé à la fin des trois temps. Ces prières sont la structure principale de Nitnem, cependant il existe de nombreuses autres variantes pour prier et faire acte de dévotion. Nitnem est également le nom donné au livre qui rassemble les prières nécessaires à ces offices.